# Krat (opslag)

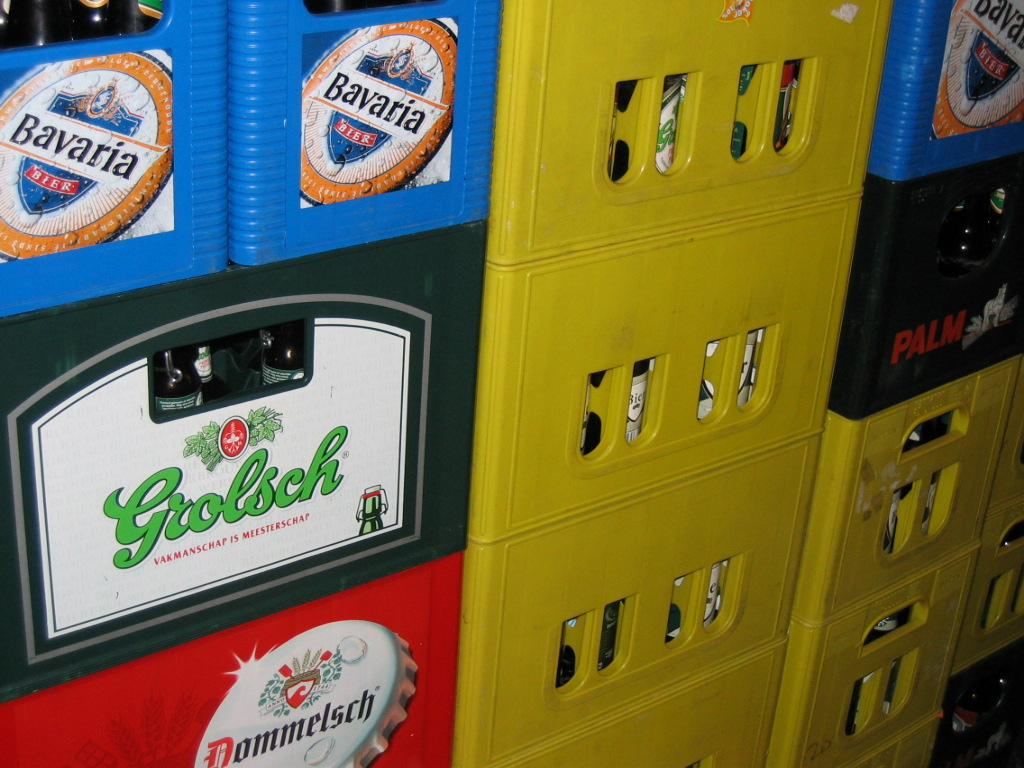
Bierkratten, de hoogte is niet gestandaardiseerd, lengte en breedte wel.

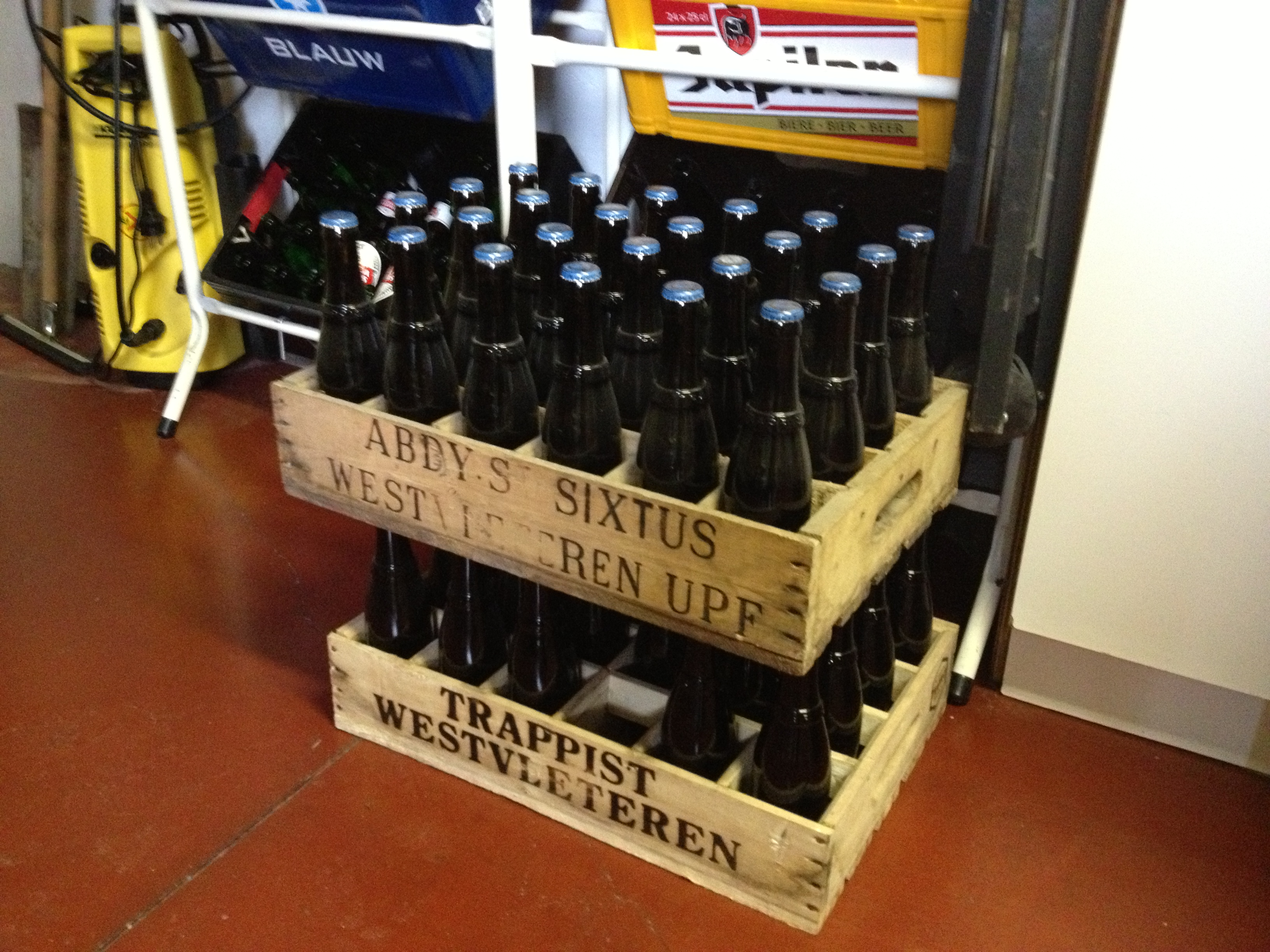
Houten bierbakken met Westvleteren Acht, die niet stabiel kunnen worden gestapeld

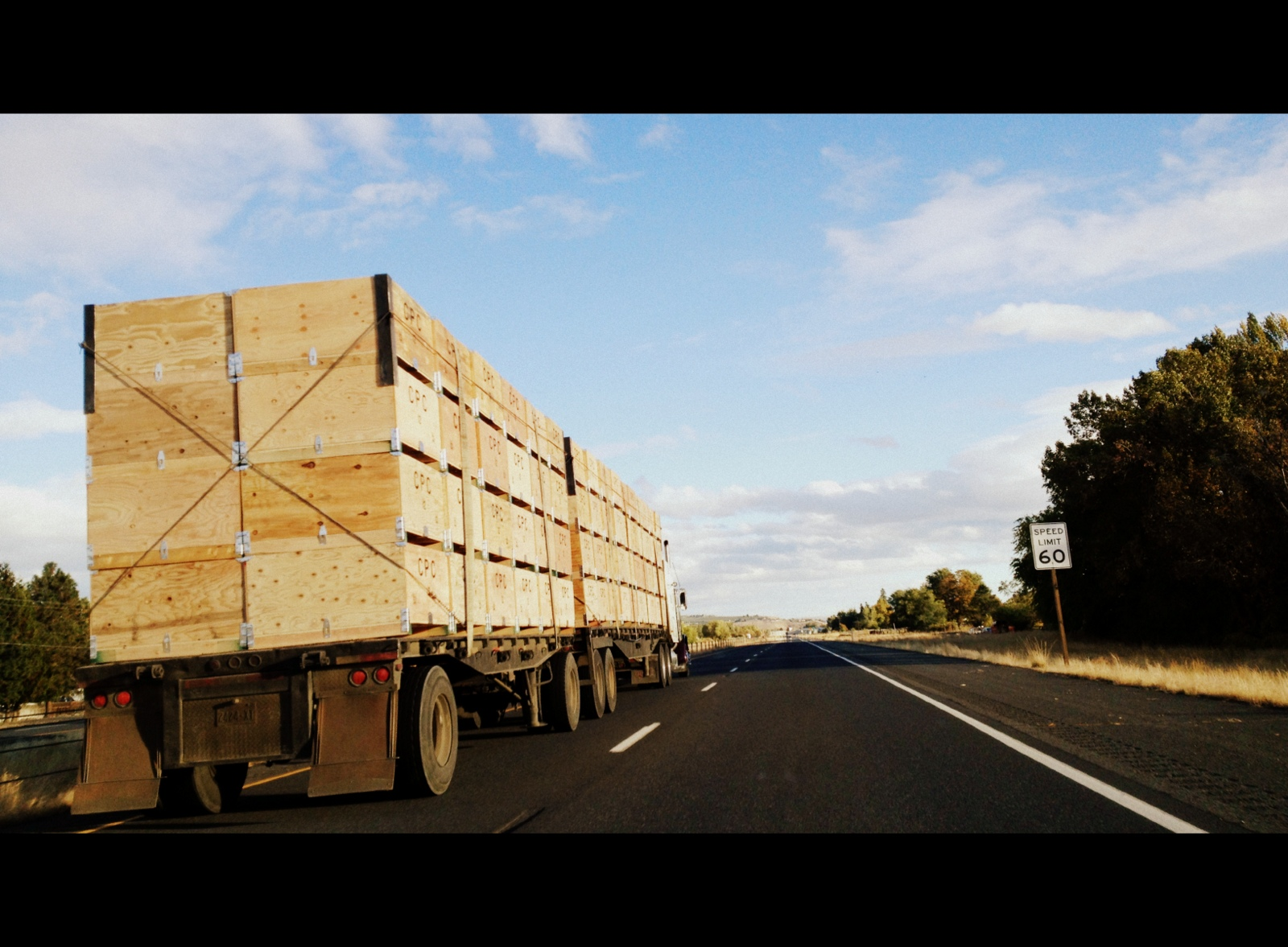
Appels, in palletkratten onderweg in de Verenigde Staten.

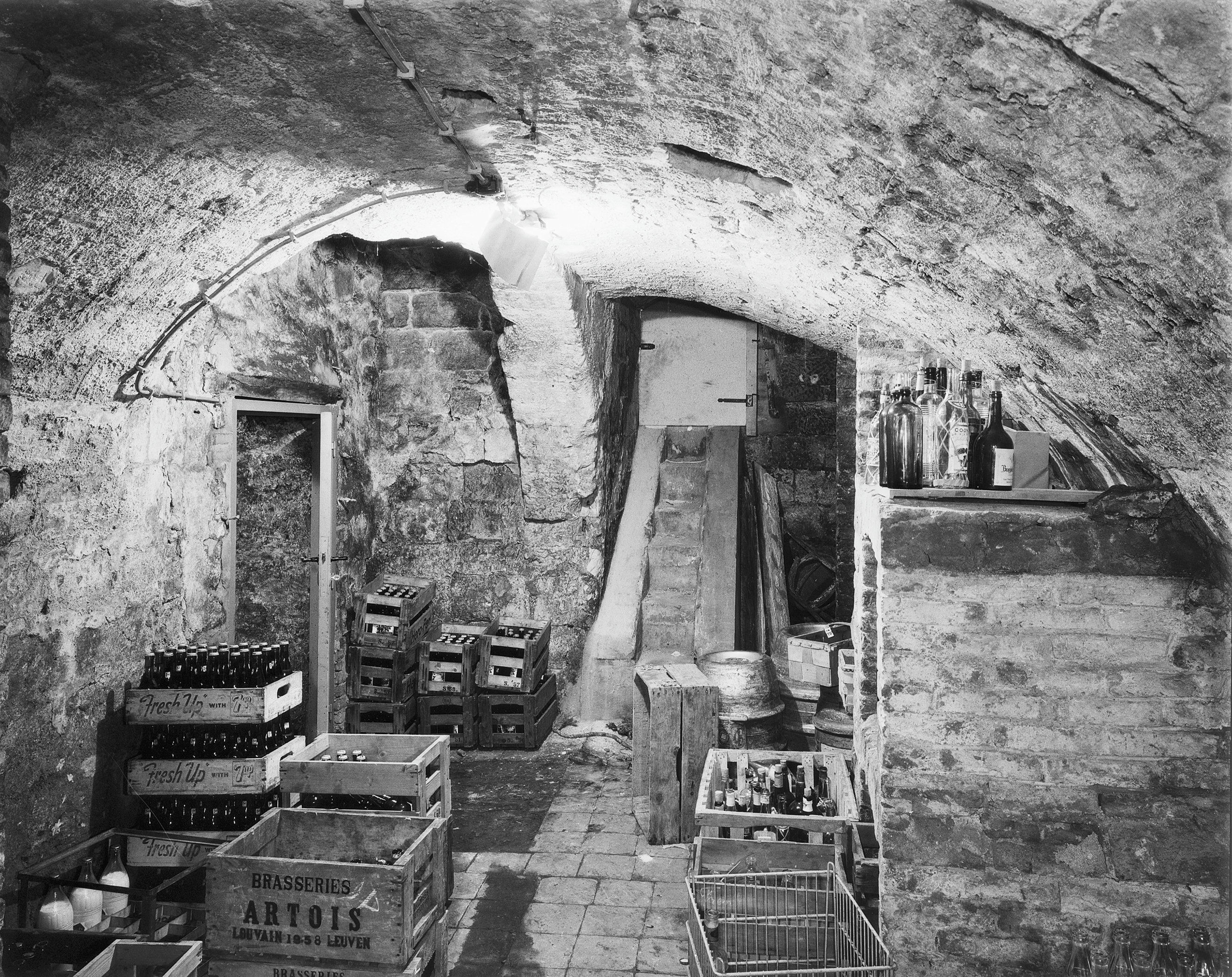
Uiteenlopende kratten in een kelder aan de Vrijthof in Maastricht

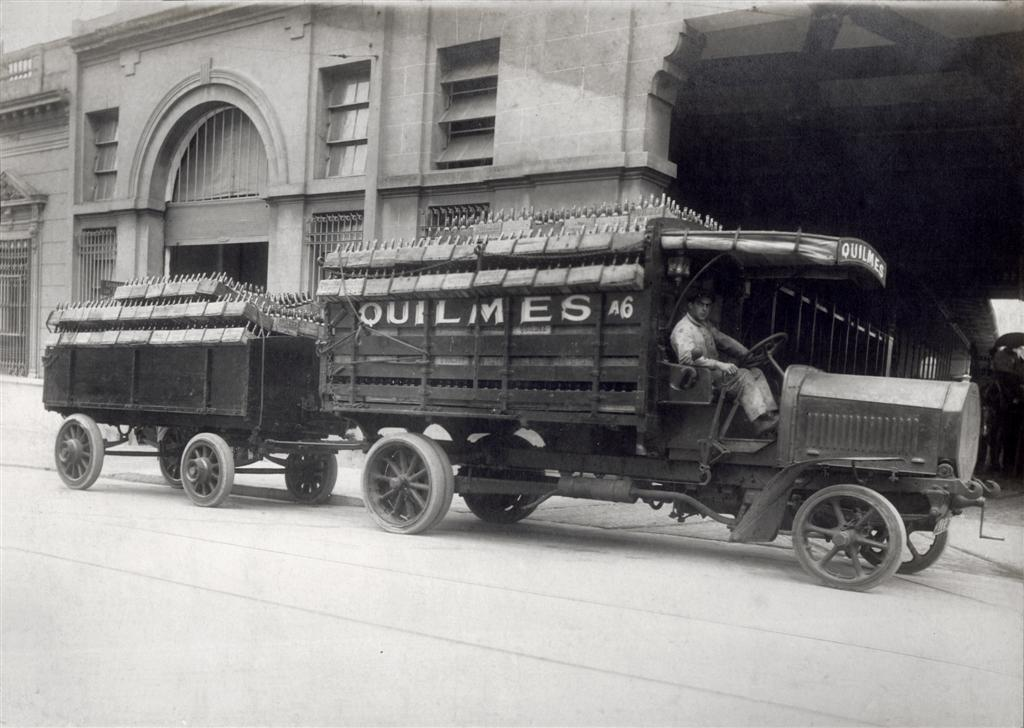
Buenos Aires, 1910: houten bakken op een vrachtwagen van de Quilmes-brouwerij. De stapeling oogt kwetsbaar, maar doordat de bakken van weerskanten naar het midden van de vrachtwagen neigen, drukken ze tegen elkaar en staan ze waarschijnlijk toch vrij stevig.

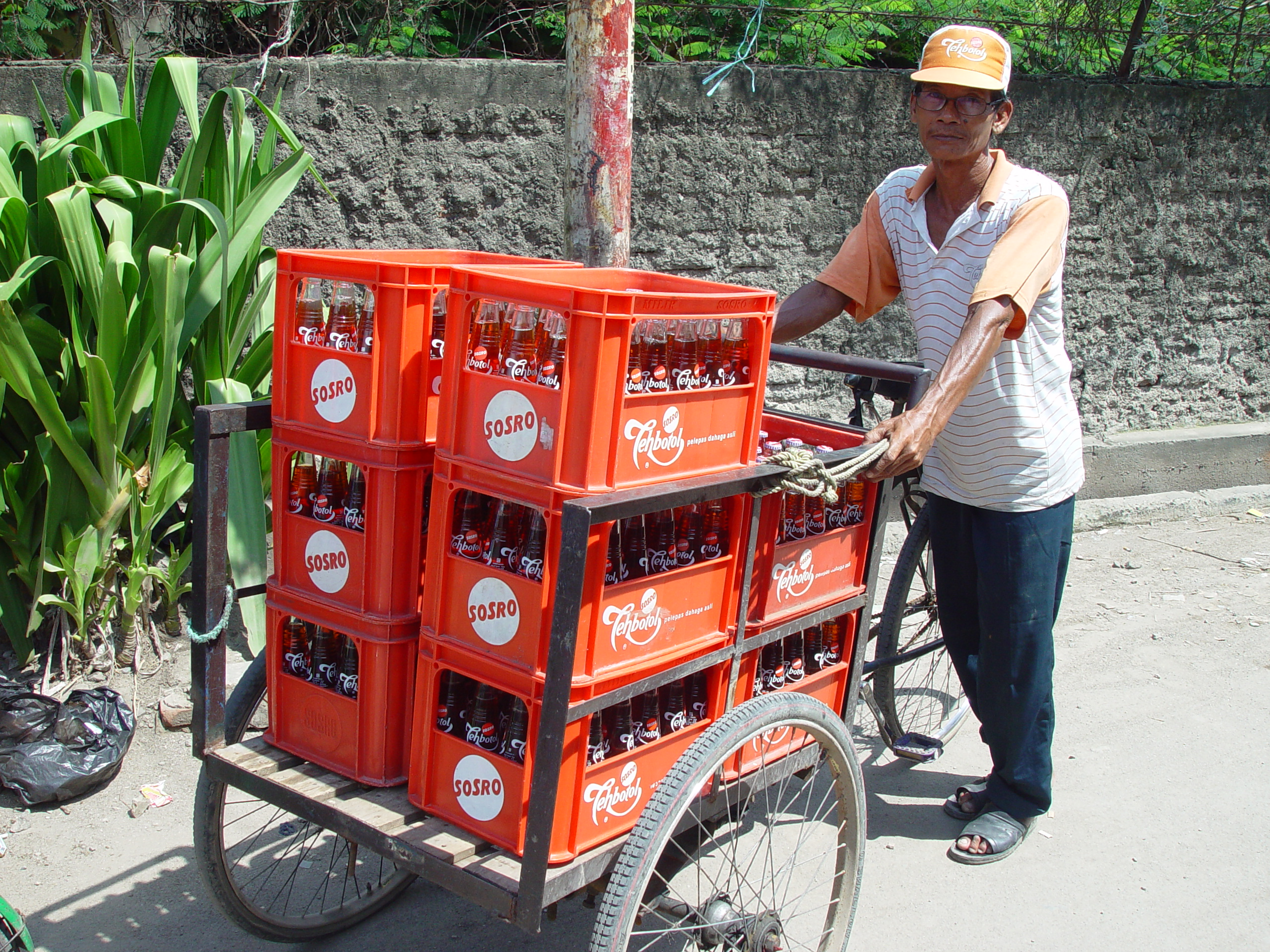
Kunststofkratten vervoerd per bakfiets

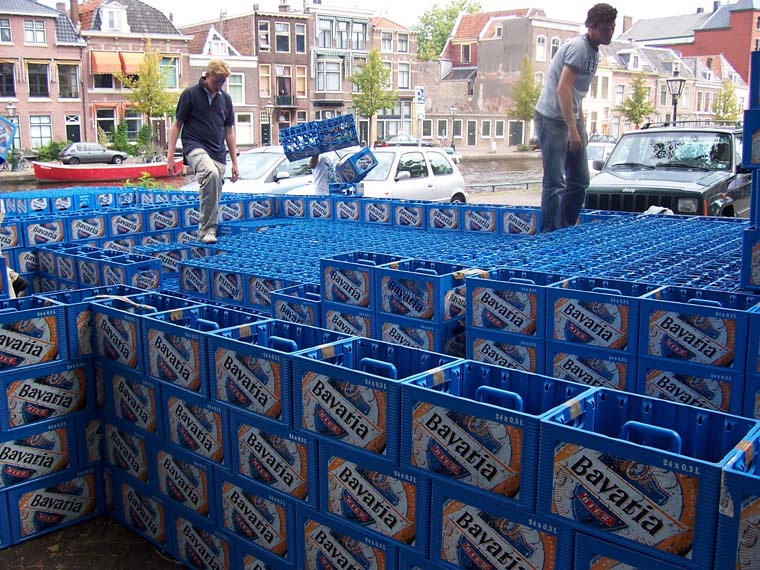
Bouw van een krattenkasteel door studenten. Links in de hoek is de verspringende stapeling te zien, waarbij de kratten in elkaar grijpen.

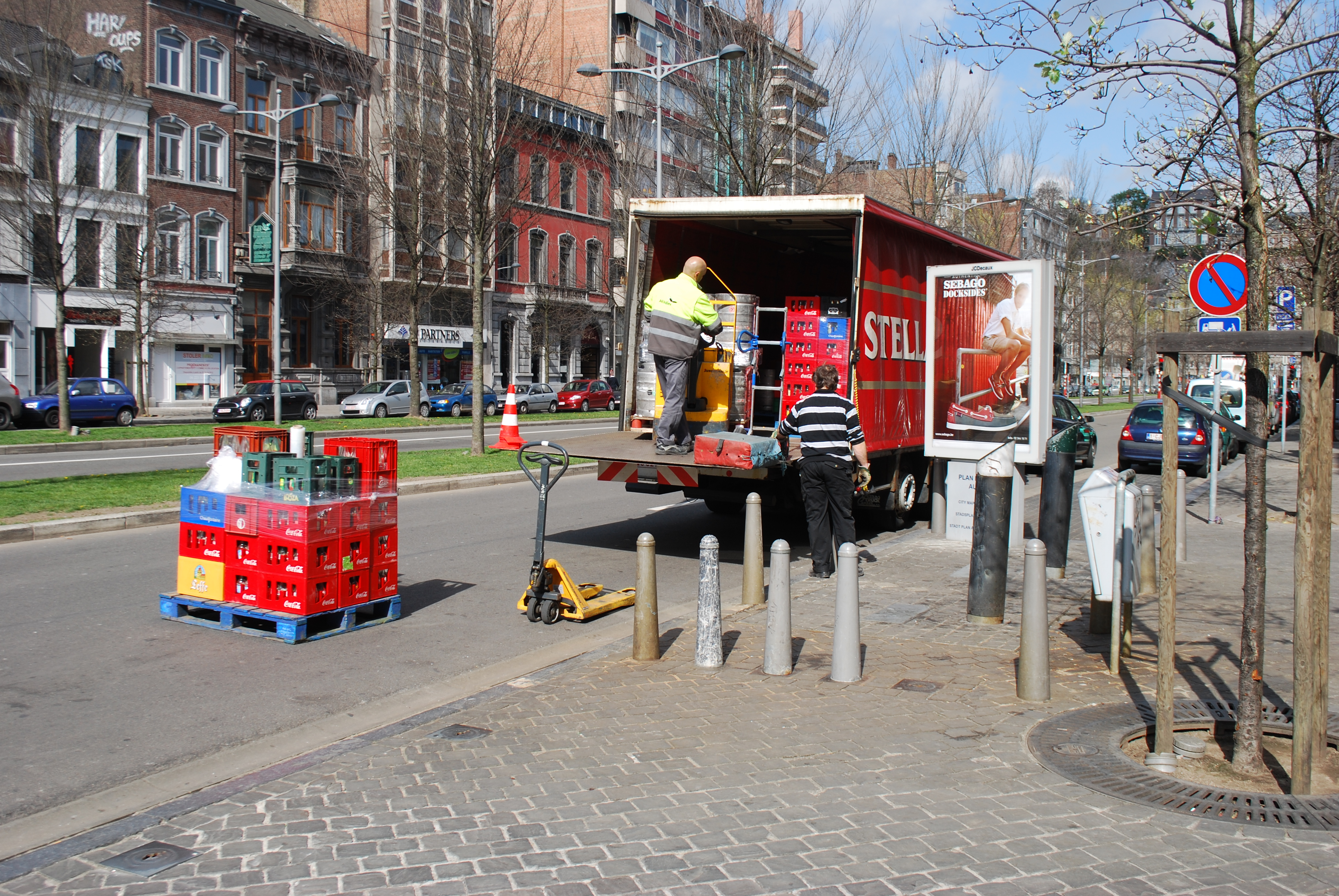
Logistiek in de praktijk: kratten in verschillende maten die, evenals de fusten in de vrachtwagen, met folie omwikkeld zijn voor stabiliteit. Als transport een pompwagen en een vrachtauto met hydraulische laadklep.

Een krat, Vlaanderen en Nederlands Limburg: bak, is een open vierkante of rechthoekige bak met dichte of opengewerkte zijkanten, waarin diverse artikelen kunnen worden opgeslagen. Het veelgebruikte Engelse leenwoord is container. Ze zijn veelal stapelbaar en soms gestandaardiseerd, zodat verschillende typen op elkaar passen. Kratten worden vooral gebruikt voor de opslag en het transport van vaste stoffen als voedingsmiddelen of kleding of gebottelde vloeistoffen zoals bier, wijn en limonade.

## Materiaal
Eerder werden kratten vooral van hout gemaakt, de meeste kratten voor huishoudelijk gebruik zijn tegenwoordig van kunststof. Dat weegt minder en is beter bestand tegen schade. Kunststof is gemakkelijker in massaproductie te bewerken, er kunnen met het materiaal met spuitgieten veel verschillende vormen mee worden gemaakt. Grote transportkratten, met lengtes van bijvoorbeeld een meter of meer, worden nog steeds van hout of ook van metaal gemaakt. Kunststof is in grote maten en kleine series te duur. Hout is gemakkelijker te repareren, terwijl het gewichtsnadeel bij grote kratten nauwelijks telt. Bij veel van dergelijke kratten wordt de bodem gevormd door een pallet, waar de zijkanten als opzetrand overheen worden geplaatst. Zo is de rand naar behoefte te gebruiken. Veel van dergelijke opzetranden zijn plat opvouwbaar als ze niet in gebruik zijn.

## Stapeling en maatvoering
Gewoonlijk worden kratten recht op elkaar gestapeld, zodat elke stapel een eigen toren vormt. Als de kratten verschillende producten bevatten, is dit voor de eindgebruiker gemakkelijk, omdat er in elke stapel afzonderlijk naar producten kan worden gezocht. Bij transport op pallets is deze stapeling ongunstig, omdat hoge, losse krattentorens tamelijk wankel zijn. Ze moeten dan met band of folie worden omwikkeld.
Om dit bezwaar te ondervangen, zijn gestandaardiseerde bier- en limonadekratten zo ontworpen, dat ze desgewenst verspringend kunnen worden gestapeld. Onderaan elke standaardkrat zitten uitsteeksels met een hoogte van een kleine halve centimeter, die in de kratten van de onderliggende laag grijpen. Daardoor is de stapelhoogte van de kratten iets kleiner dan de eigen hoogte. De uitsteeksels vormen als het ware twaalf noppen. Bij stapeling in één toren vallen die allemaal in één onderliggende krat, maar bij 'interlocking' of verspringend stapelen valt de ene nop in een andere krat dan de andere. Bij Europallets is verspringend stapelen niet mogelijk als de ruimte maximaal moet worden benut, maar soms wordt de bovenste laag toch verspringend gestapeld om de lading te stabiliseren. Verspringend stapelen is mogelijk op pallets van 1000×1200 mm, die vaak CHEP-pallets worden genoemd. Alleen op de hoek grijpen de kratten slechts in twee andere, zoals in het stapelschema onderaan is aangegeven. Enkel de bovenste kratten kunnen kantelen, maar de stapeling is zo stevig, dat het omwikkeling met band of folie meestal niet nodig is in het distributieverkeer. Uiteraard kunnen alleen kratten van gelijke hoogte verspringend gestapeld worden.
Limonadekratten zijn deels gestandaardiseerd: kratten voor 12 literflessen meten 400×300 millimeter, maar er zijn flinke hoogteverschillen. Standaard bierkratten voor 24 flesjes hebben dezelfde maat, maar de hoogteverschillen zijn veel kleiner; ze hebben een stapelhoogte van 23 tot 25 centimeter. Tussen standaardkratten van verschillende bedrijven zitten duidelijke vormverschillen, zo hebben kratten van Alfa rondere hoeken dan de meeste andere bierkratten. Toch zijn de verschillende merken met wat moeite wel onderling stapelbaar.
Zou het kratontwerp zuiver uitgaan van de plaatsing van de flessen, dan zou bij bierkratten – met 6×4 flesjes – een lengte-breedteverhouding van 3:2 te verwachten zijn, terwijl het in werkelijkheid 4:3 is. De maten zijn zo gekozen, dat twee veelgebruikte palletsoorten precies gevuld worden:
- een laag van tien kratten vult een blokpallet, 1200×1000 millimeter, zoals in het stapelschema onderaan.
- een laag van twee bij vier kratten vult een Europallet van 1200×800 millimeter.

Om vrachtwagens maximaal te vullen worden kratten voor transport vaak tot 2,40 meter hoog gestapeld, maar bij handmatig stapelen is dit voor het personeel gevaarlijk en belastend. ARBO-instellingen raden voor handmatig op- en afstapelen een hoogte van maximaal 1,80 meter aan. Op een blokpallet passen doorgaans tien bierkratten per laag. Bierfabrikanten leverden vaak 70 kratten per pallet. Indien er 70 kratten op een blokpallet worden geleverd, krijgt de fabrikant de pallet vaak niet meer terug. In de jaren '90 kwamen er speciale pallets die in elkaar te stapelen waren en daardoor in grotere aantallen stapelbaar en bovendien goedkoper. Op de Europallet, waar een ruilsysteem voor is, passen vaak te weinig kratten om efficiënt te stapelen.

## Speciale typen
- Voor flessen zijn speciale kratten beschikbaar, met voorgevormde vakken. Voor bier zijn kratten met 24 flesjes het meest gangbaar, maar ze zijn er ook voor 12, 16 en 18 stuks. Twee standaardkratjes voor 12 flesjes, zoals bijvoorbeeld door de Bavaria Brouwerij gebruikt, passen precies op een krat voor 24 stuks
- Vouwkrat of klapkrat, een krat met scharnierende zijkanten, die plat opgeborgen kan worden
- Infiltratiekrat, een ondergronds geplaatste krat om regenwater op te vangen en te verwerken

## Standaardisering
In Nederland is het formaat van bierkratten en limonadefleskratten gestandaardiseerd, zodat kratten van uiteenlopende merken onderling stapelbaar zijn. Op dergelijke kratten zit statiegeld. In Vlaanderen en Nederlands Limburg wordt er niet van een krat gesproken, maar van een 'bak (bier)'. Iedere brouwerij met eigen bierbakken heeft hier een eigen formaat bak, wat logistiek en bij opslag een probleem kan zijn. Ook hier werkt men met een statiegeldsysteem.

## Krattenbouwwerken
De stapelbaarheid en sterkte van standaardkratten nodigt uit om er bouwwerken van te maken. Bekend zijn krattenkastelen, die soms een nagespeelde belegering moeten doorstaan en dus zo sterk mogelijk gebouwd worden. Krattenbouwwerken worden met name stevig wanneer gebruik gemaakt wordt van 'interlocking', het stapelen van de kratten met verspringing. Het tegendeel daarvan zijn krattentorens, waarbij een zo hoog mogelijke enkele stapel kratten gebouwd of beklommen moet worden zonder om te vallen.

### Paviljoen van het tijdelijke Geluk
Op het plein voor het Atomium in Brussel werd in 2008 het Paviljoen van het tijdelijke Geluk geopend, ter gelegenheid van het tiende lustrum van Expo 58, de Brusselse wereldtentoonstelling. De bouwblokken waren 33 000 Jupiler-bierbakken van een oud type, die daarvoor uitstel van recycling kregen. De blokken werden verbonden met 70 000 tiewraps.
Het voltooide bouwwerk, met een grondoppervlak van 2×312 m² inclusief binnenterras, had geen stutten nodig. Van buiten oogde het min of meer rechthoekig, maar vanbinnen gaf het hoog opgetrokken dak met kruisribgewelf, gesteund door pilaren en kapitelen van kratten, de ruimtewerking van een kerk. De festiviteiten duurden een half jaar, daarna is het geheel afgebroken en zijn de bierbakken omgesmolten voor hergebruik.
|  |  |